# The Secret World
The Secret World é um MMORPG desenvolvido pela Funcom tendo Ragnar Tørnquist como diretor artístico. O desenvolvimento foi confirmado em 6 de março de 2007 e o título final foi confirmado em 11 de maio de 2007. O lançamento estava programado para 19 de junho de 2012, porém a Funcom alterou a data para 3 de julho de 2012.